# Al-Baghuz Fawqani
Al-Baghuz Fawqani (àrab: الباغوز فوقاني, al-Bāḡūz Fawqānī) és una ciutat de Síria, situada al districte d'Abu Kamal, a la governació de Deir ez-Zor. Segons la Agència Central Síria d'Estadístiques (CBS), Al-Baghuz Fawqani tenia 10,649 habitants en el cens de 2004. Ha esdevingut coneguda perquè s'hi va lliurar la darrera batalla contra l'últim reducte del Daesh a Síria.

## Batalla de Baghuz Fawqani
Durant el curs de la Guerra Civil siriana, l'àrea de Baghuz (incloent-hi la ciutat veïna de Baghuz at-Tahtani) va romandre sota el control de l'Estat islàmic d'Iraq i l'organització ISIL. L'àrea era inicialment administrada per Província ISIL de l'Eufrates, però més tard fou transferida al districte al-Barakah.
Durant l'ofensiva a Deir ez-Zor, la ciutat va ser capturada a l'organització ISIL per les Forces Democràtiques sirianes (SDF) el 23 de gener de 2019, deixant l'exèrcit d'ISIL completament assetjat al nord de la ciutat d'Al-Marashidah. Tanmateix, l'endemà, l'ISIL va llançar una sèrie d'atacs suïcides per trencar el setge, permetent-los recapturar parts de la ciutat, tot seguit hi va haver atacs aeris dirigits sobre el perímetre exterior de la ciutat per part de la coalició internacional. El 7 de febrer de 2019, les tropes SDF van capturar Al-Marashidah i altres àrees properes de l'ISIL, assetjant completament l'ISIL en la ciutat d'Al-Baghuz Fawqani, últim assentament sota el seu control en el Llevant.
El 9 de febrer de 2019, les Forces Democràtiques Sirianes, amb el suport de la Coalició CJTF-OIR, van llançar l'ofensiva final per poder alliberar Baghuz Fawqani i expurgar l'últim baluard del territori sota control de l'Estat Islàmic, obrint l'atac amb un bombardeig massiu sobre les afores de Huwayjat Khanafirah, seguit d'uns enfrontaments violents que van continuar tota la nit fins a la matinada, fent un ús important de visors telescòpics tèrmics. La Coalició va informar que havia atacat una mesquita de Baghuz Fawqani l'11 de febrer, perqué estava sent utilitzada com a centre de comandament i control per part de l'Estat Islàmic.
El 28 de febrer, Forces Democràtiques sirianes van anunciar la descoberta d'una fossa comuna dins la ciutat que contenia cossos d'homes i dones amb molts caps decapitats, van pensar que podien ser esclaus Yazidi, iniciant una investigació per poder confirmar si eren Yazidis i membres d'Estat islàmic. Un vídeo de "Furat FM" va mostrar la fossa comuna. L'executiu va dir que la majoria dels cossos van ser aparentment morts d'un tret al cap i que s'havia trobat més d'una fossa comuna. L'atac per l'alliberament final es va dur a terme l'1 de març.

### Assalt final
A les 6:00 a.m. local (1600 GMT), l'1 de març, tres setmanes després de l'assalt final a Baghuz Fawqani, el portaveu de les tropes SDF, Mustafà Bali, va anunciar que l'enfrontament amb ISIL havia acabat i que les tropes SDF havien començat a assaltar els camins de ribera restants, per sobre d'una xarxa de coves i túnels utilitzats pels jihadistes arrelats. Bali esperava una batalla "ferotge", ja que va dir que les unitats SDF van reprendre les operacions per terra després de l'evacuació de l'últim grup de civils disposats a abandonar la població i després de l'alliberament dels combatents SDF capturats. Bali va afirmar: "Les persones que avui han estat evacuades ens han dit que els únics civils que quedaven eren els que, per voluntat pròpia, havien decidit no anar-se'n". Afegint que les unitats SDF avançaven amb cautela per tal d'evitar les mines terrestres IED i que els civils trobats anirien quedant enrere, durant l'avanç ininterrumput d'aquestes unitats.